# Augustin de Candolle
Augustin de Candolle (Genf, 1778. február 4. – Genf, 1841. szeptember 9.) svájci botanikus.
De Candolle-tól származik a "természet háborújának" gondolata, amely hatással volt Charles Darwinra és a természetes szelekció elvére. De Candolle felismerte, hogy több faj is kialakíthat hasonló tulajdonságokat, amelyek nem jelentek meg egy közös evolúciós ősnél; ez a ma konvergens evolúcióként ismert jelenség. Növényekkel végzett munkája során de Candolle észrevette, hogy a növények leveleinek mozgása közel 24 órás ciklust követ állandó fényben, ami arra utal, hogy létezik egy belső biológiai óra . Bár sok tudós kételkedett de Candolle megállapításaiban, több mint egy évszázaddal későbbi kísérletek bebizonyították, hogy „a belső biológiai óra” valóban létezik.
De Candolle leszármazottai folytatták a növényosztályozással kapcsolatos munkáját; fia Alphonse és unokája Casimir de Candolle közreműködött a az általa elindított Prodromus Systematis Naturalis Regni Vegetabilis nevű növénykatalógus munkálataiban.

## Írásai (válogatás)
- Histoire des plantes grasses. 1799–1803
- Monographie des Astragales. 1802.
- Essai sur les propriétés médicinales des plantes comparées avec leurs formes extérieures et leur classification naturelle. (Habilitációs szakdolgozat, 1804)
- Részvétel Lamarck „Flore française” (1300 faj hozzáadásával, 1805) revíziójában.
- Catalogus Plantarum Horti Botanici Monspeliensis. Paris 1813 (online).
- Théorie élémentaire de la botanique. 1813 (online)
- Essai élémentaire de géographie botanique. 1820 (online).
- Prodromus systematis naturalis regni vegetabilis. (első 7 kötet, 1824–1841) (online).
- Collection de mémoires pour servir à l’histoire du règne végétal et plus spécialement pour servir de complément à quelques parties du Prodromus regni vegetabilis. 10 rész, Paris 1828–1838 (online).
  - abban: 8. rész: Mémoire sur quelques espèces de cactées, nouvelles ou peu connues. Treuttel & Würtz, Paris 1834 (online).
- Revue de la Famille des Cactées. In: Memoires du Museum d’Histoire Naturelle.17. kötet, 1828, 1–119. oldal, 21 Tafeln (online). = Revue de la Famille des Cactées. Paris 1829 (online).

## Tagságai
- 1810: Francia Természettudományi Akadémia[14]
- 1818: Leopoldina Német Természettudományos Akadémia[15]
- 1820: Bajor Tudományos Akadémia
- 1822: Royal Society
- 1823: Kongelige Danske Videnskabernes Selskab
- 1827: Porosz Királyi Tudományakadémia[16]
- 1827: Holland Királyi Tudományos Akadémia[17]
- 1835: Orosz Tudományos Akadémia Szentpéterváron[18]
- 1834: Académie royale des Sciences, des Lettres et des Beaux-Arts de Belgique

## Fordítás
Ez a szócikk részben vagy egészben  az   Augustin Pyramus de Candolle című angol Wikipédia-szócikk ezen változatának fordításán alapul.  Az eredeti cikk szerkesztőit annak laptörténete sorolja fel. Ez a jelzés csupán a megfogalmazás eredetét és a szerzői jogokat jelzi, nem szolgál a cikkben szereplő információk forrásmegjelöléseként.